# Leptophobia penthica

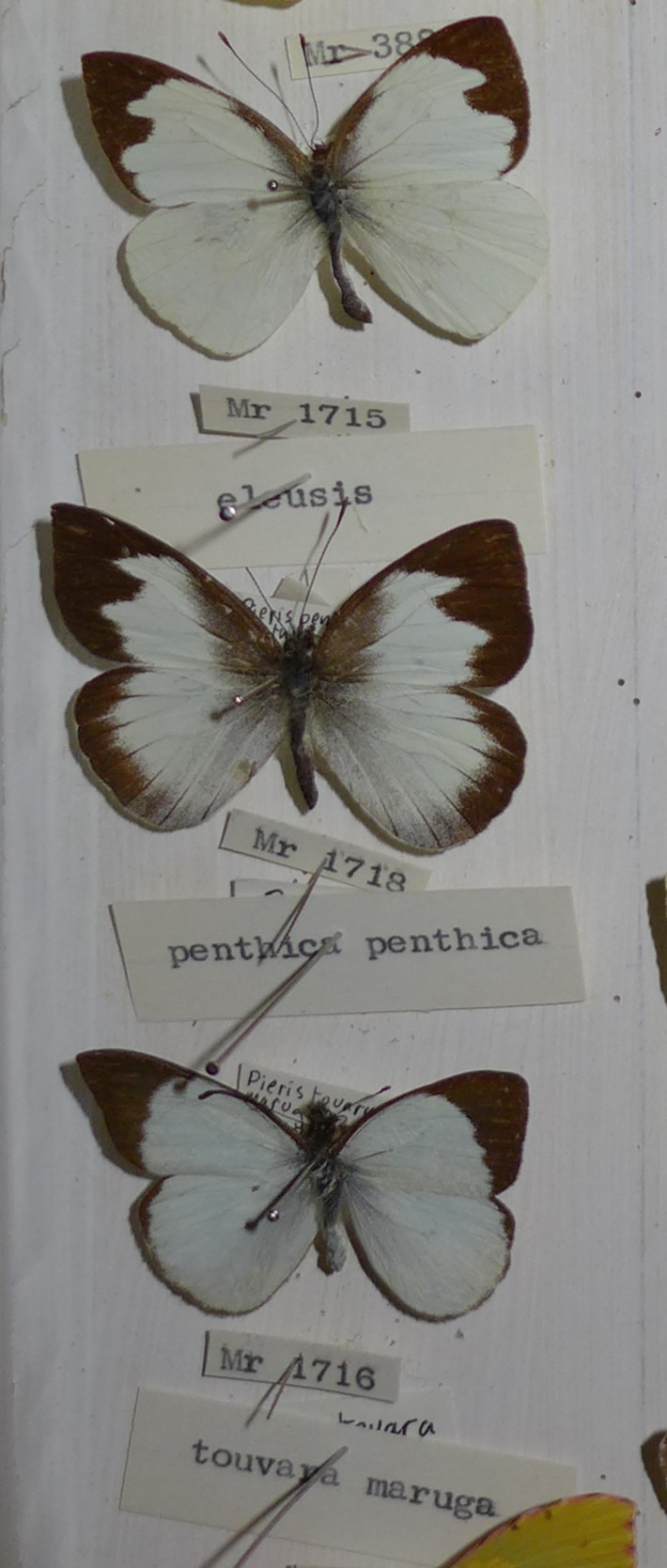
Leptophobia penthica

Leptophobia penthica is een vlindersoort uit de familie van de Pieridae (witjes), onderfamilie Pierinae.
Leptophobia penthica werd in 1850 beschreven door Kollar.